# Luis Ospina
Pour les articles homonymes, voir Ospina.
Luis Ospina, né le 14 juin 1949 à Cali en Colombie et mort le 27 septembre 2019 (à 70 ans) à Bogota (Colombie), est un réalisateur, producteur et scénariste colombien.

## Biographie
Luis Ospina faisait partie du groupe Cali avec Carlos Mayolo, Andrés Caicedo, Ramiro Arbeláez et d'autres artistes de Cali qui, dans les années 1970, ont fondé le Caliy Cinema Club, le magazine Ojo al cine. Il a dirigé deux films de fiction, Pura sangre (1982) et Soplo de vida (1999) ont réalisé neuf documentaires, ainsi qu'une vingtaine de courts métrages documentaires et de fiction, dont Agarrando pueblo (1977), co-réalisé avec Carlos Mayolo pour critiquer le soi-disant pornomiseria in le cinéma ; Andrés Caicedo : quelques bons amis (1986), sur la vie (et la mort) de l'écrivain caleño Andrés Caicedo ; Œil et vue: la vie de l'artiste est en danger (1988), une suite à Agarrando pueblo, Le malaise suprême: portrait incessant de Fernando Vallejo (2003), sur la vie et l'œuvre de cet écrivain colombien controversé et Un tigre de papier (2007), à propos de Pedro Manrique Figueroa, précurseur du collage en Colombie. Son dernier film était Tout a commencé à la fin (2015), dont la première mondiale a eu lieu au Festival international du film de Toronto, TIFT.
Il a également travaillé dans le domaine de la chronique cinématographique dans des magazines tels que Ojo al cine, El Malpensante, Cinemateca, Kinetoscopioy Number. En 2007, il a publié Words to the wind. Mes restes complets, une anthologie de ses écrits cinématographiques. 
Son travail a été primé aux festivals internationaux d'Oberhausen, Biarritz, La Havane, Sitges, Bilbao, Lille, Miami, Lima, Caracas et Toulouse. Des rétrospectives de son travail ont eu lieu à la Filmoteca de Cataluña, à la Cineteca de México, à La Cinemateca de Venezuela et au Centre colombo-américain de Medellín. Certaines de ses œuvres ont été exposées à la Tate Gallery, au musée Solomon R. Guggenheim, au musée Reina Sofía, au centre Georges Pompidou, au musée du Jeu de Paume, au musée d'art moderne de San Francisco, à Dokumenta Cassel et à la galerie BAK. 
De 2007 à sa mort, il a été directeur artistique du Festival international du film de Cali (FICCALI). 
Luis Ospina est décédé à Bogota, ville où il habitait, le 27 septembre 2019. La cause de sa mort n'a pas encore été précisée. Il laisse dans le deuil sa partenaire Lina González.

## Réalisateur

### Longs métrages
- 1982 : Pura sangre
- 1999 : Soplo de vida
- 2002 : La desazón suprema (documentaire)
- 2007 : Un tigre de papel
- 2015 : Todo comenzó por el fin

### Courts métrages
- 1977 : Agarrando pueblo
- 1985 : En busca de María (documentaire)
- 1993 : Capítulo 66

### Documentaires
- 2015 : Todo comenzó por el fin

## Récompenses et nominations
- 1979 : Critics Award pour Agarrando pueblo avec le Syndicat français de la critique de cinéma ;
- 1983 : Prize of the International Critics' Jury - Special Mention pour Pura sangre au festival international du film de Catalogne ;
- 1986 : Círculo Precolombino de Oro pour En busca de María au festival du film de Bogota ;
- 1987 : Círculo Precolombino de Oro pour La mansión de Araucaima au festival du film de Bogota ;
- 1999 : nomination au Golden Sun pour Soplo de vida (Souffle de vie) au Festival Biarritz Amérique latine ;
- 1999 : nomination au Círculo Precolombino de Oro pour Soplo de vida dans les catégories « meilleur film colombien » et « meilleur film » au festival du film de Bogota ;
- 2000 : Colombian Cinema Award pour Soplo de vida dans les catégories « meilleur directeur » et « meilleur film » au festival international du film de Carthagène ;
- 2000 : prix spécial du jury pour Soplo de vida et Kalibre 35 ;
- 2004 : grand prix dans la catégorie « meilleur documentaire » pour La desazón suprema: Retrato de Fernando Vallejo au festival du film latino-américain de Toulouse ;
- 2008 : deuxième prix dans la catégorie « Meilleur documentaire » pour Un tigre de papel au Lima Latin American Film Festival.